# Vintířov
Vintířov település Csehországban, a Sokolovi járásban. Vintířov Lomnice, Nové Sedlo, Dolní Nivy, Vřesová, Královské Poříčí és Chodov településekkel határos. Lakosainak száma 1232 fő (2024. január 1.).

## Népesség
A település lakosságának változását az alábbi diagram mutatja:
| Lakosok száma | 1265 | 1705 | 1960 | 1239 | 1128 | 1081 | 1135 | 1187 | 1175 | 1232 |
|               | 1869 | 1900 | 1921 | 1961 | 1980 | 2011 | 2016 | 2019 | 2021 | 2024 |